# Likosaari (ö i Birkaland, Tammerfors, lat 61,69, long 23,66)
Likosaari är en ö i Finland. Den ligger i sjön Näsijärvi och i kommunen Ylöjärvi i den ekonomiska regionen Tammerfors och landskapet Birkaland, i den södra delen av landet, 180 km norr om huvudstaden Helsingfors. Öns area är 4,5 hektar och dess största längd är 450 meter i sydöst-nordvästlig riktning.